# WDR Event

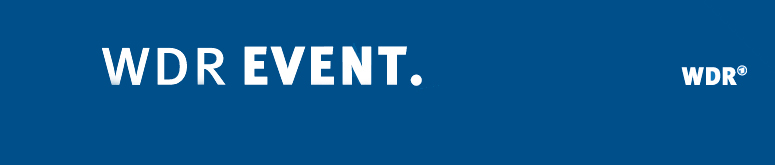
Ehemaliges Logo

Logo bis September 2012

WDR Event ist ein Hörfunkprogramm des Westdeutschen Rundfunks (WDR). Es ist als sogenanntes Ereignisprogramm für besondere Anlässe gedacht. WDR Event bietet ausgewählte Sportereignisse sowie Übertragungen von Debatten aus dem Bundestag und kulturellen Höhepunkten live und in voller Länge und wird neben der Satellitenverbreitung auch über DAB+ verfügbar gemacht, allerdings nicht rund um die Uhr, sondern nur für die Dauer der entsprechenden Veranstaltungen. Abends kann der Zuhörer häufig Fußball-Vollreportagen, wie beispielsweise die Bundesligakonferenz, hören oder in den Parlamentswochen spezielle Debatten aus dem Bundestag verfolgen.

## Verbreitung
WDR Event kann per DAB+ über den Kanal 11D in ganz Nordrhein-Westfalen empfangen werden. Daneben ist er auch via DVB-S, DVB-C und im Internet zu hören. Bis zum 6. Juli 2015 konnte man WDR Event auch über Mittelwelle über die Mittelwellensender Bonn (774 kHz) und Langenberg (720 kHz) hören.